# Перамихо

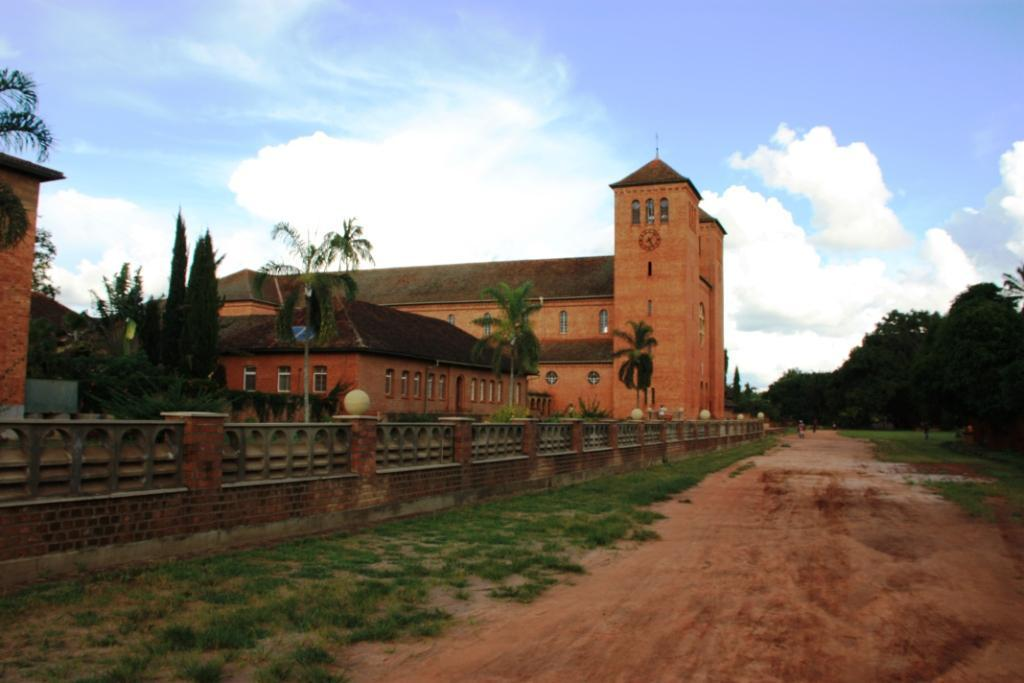
Бенедиктинский монастырь в Перамихо

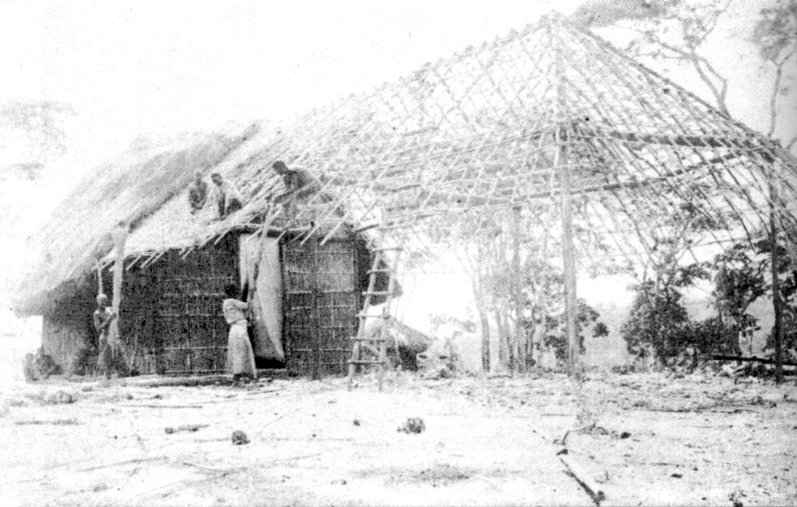
Строительство миссии, фотография 1898 года

Перамихо (Peramiho) — населённый пункт в сельском районе Сонгеа области Рувума, Танзания. Один из самых известных католических миссионерских центров в Танзании. Находится около 80 километров от восточного берега озера Ньяса и в 25 километрах от города Сонгеа.
Почтовый код 57213. 

## История
Миссионерский центр Перамихо был основан в 1898 году епископом Кассианом Шписом из монашеского орден бенедиктинцев для миссионерской деятельности среди местных африканцев. 10 сентября 1905 года Перамихо был разрушен во время антиколониального восстания Маджи-Маджи. После начала Первой мировой войны все монахи, в своё большинстве являвшиеся гражданами Германии, были интернированы английскими колониальными властями. Управление Перамихо взяли на себя священники из Канады. В 1926 году монахам, гражданам Германии, было разрешено возвратиться в монастырь Перамихо. С 1931 года монастырь получил статус аббатства. Первым аббатом был Галлус Штайгер, который управлял Перамихо до 1952 года. Галлус Штайгер построил первый приходской храм в селении.
В 1931 году миссионерский центр был преобразован в монастырь и стал территориальным аббатством. До 1969 года аббат монастыря был епископом Южной Танзании. В 1969 году территория аббатства была передана епархиям Сонгеа, Нджомбы и Мбинги. В 1990 году аббатство передало попечение над верующими католическому приходу в Мпандангиндо.
В настоящее время бенедиктинское аббатство Перамихо является основной экономической структурой населённого пункта. В монастыре служат около 70 бенедиктинцев, которые управляют многочисленными мастерскими, колледжем, ремесленной школой, больницей, школой сестринского дела, и госпиталем святого Иосифа.
С 2006 года аббатом монастыря является Анастасий Райзер (Anastasius (Gunter) Reiser) из германского аббатства Мюнстершварцах. Его предшественниками были Галлус Штайгер (1928—1953), Эберхард Шпис (1953—1976) и Ламберт Дёрр (1976—2006). До 1982 года монастырь состоял в основном из немецкоязычных монахов. В настоящее время большинство монахов являются танзанийцами (в ноябре 2008 года: 38 танзанийцев, 29 немцев, 2 швейцарца, один филиппинец и один малавиец).
В состав монастыря Перамахо также входит монастырь в Нджомбе. На территории Перамахо также находится женский бенедиктинский монастырь святой Агнессы и региональная семинария.